# Kalysan
De Kalysan of Killisan is een 23 kilometer lange wadi in het oosten van het Jemenitische eiland Socotra. 

## Hydrologie
De wadi ontspringt op een hoogte van ongeveer 420 meter uit twee andere wadi's op het Momiplateau, iets ten zuiden van het Arherstrand aan noordzijde van het eiland en vlak bij de oostelijkste punt van het eiland. Daarmee is het de oostelijkste rivier van het eiland. De Kalysan stroomt eerst naar het westen om iets voorbij het dorp Anbali af te buigen naar het zuiden en vervolgens naar het zuidoosten. 
In de benedenloop stroomt de wadi door de gelijknamige Kalysankloof. Hier bevinden zich de grootste waterbekkens van het eiland. Deze waterbekkens vormen een populaire toeristische attractie. 
Voorbij deze kloof buigt de Kalysan eerst af naar het westen en vervolgens naar het zuiden om bij het dorp Halisan aan zuidzijde van het eiland uit te stromen in de Hor Mityaf (of Khawr Matyif); een breed estuarium dat uitloopt in de Indische Oceaan.